# 6461 Adam
6461 Adam è un asteroide della fascia principale interna. Scoperto nel 1993, presenta un'orbita caratterizzata da un semiasse maggiore pari a 1,9527516 UA e da un'eccentricità di 0,1018640, inclinata di 23,41836° rispetto all'eclittica.
È dedicato all'architetto scozzese Robert Adam, considerato tra gli interpreti più sensibili del neoclassicismo in architettura.